# Sun-2
Sun-2 — серия юниксовых рабочих станцией и серверов, запущенная в производство компанией Sun Microsystems в 1983. Как следует из названия, Sun-2 представляет второе поколение компьютеров Sun, заменившее первую серию Sun-1. В моделях Sun-2 использовался микропроцессор Motorola 68010 с тактовой частотой 10 МГц с проприетарным MMU; на них работала операционная система SunOS 1.0. Ранние модели Sun-2 использовали Intel Multibus, позже использовалась архитектура VMEbus, которая также применялась в последующих семействах Sun-3 и Sun-4.
Системы Sun-2 поддерживались операционной системой SunOS до версии 4.0.3. Поддержка Multibus Sun-2 была добавлена в NetBSD в 2002 с выходом NetBSD 1.6.

## Модели Sun-2
| Model | CPU board                              | Display    | Max. RAM | Chassis                      |
| ----- | -------------------------------------- | ---------- | -------- | ---------------------------- |
| 2/120 | Sun-2 Multibus or Sun-2 Multibus Prime | Monochrome | 4 MB     | 9-slot Multibus (deskside)   |
| 2/170 | Sun-2 Multibus or Sun-2 Multibus Prime | Optional   | 4 MB     | 15-slot Multibus (rackmount) |
| 2/50  | Sun 2050 VME                           | Monochrome | 8 MB     | 2-slot VME (desktop)         |
| 2/130 | Sun 2050 VME                           | Monochrome | 8 MB     | 12-slot VME (deskside)       |
| 2/160 | Sun 2050 VME                           | Color      | 8 MB     | 12-slot VME (deskside)       |